# Rhododendron beesianum
Rhododendron beesianum är en ljungväxtart som beskrevs av Friedrich Ludwig Diels. Rhododendron beesianum ingår i släktet rododendron, och familjen ljungväxter. Inga underarter finns listade i Catalogue of Life.